# 深愛〜only one〜
『深愛〜only one〜』（しんあい オンリー・ワン）は、日本の男性歌手、河村隆一の2枚目のオリジナルアルバム。2001年12月19日にリリースされた。
2013年6月19日にSHM-CDの再発盤が発売された（13曲目が通常盤仕様の「憂鬱 (inst)」となっている）。

## 解説
- 通常版には「憂鬱」が、初回版には「Merry X'mas and Happy new year」が13曲目に収録されている。
- 同年リリースのシングル5作が収録されているが、全曲イントロが追加されているアルバムバージョンでの収録となっている。

## 収録曲
○：シングル楽曲
◎：他アーティストに提供した楽曲のセルフカバー
1. Nē ○
  - 作詞・作曲：ЯK、編曲：[K]assyi・ЯK
2. in the sky ◎
  - 作詞・作曲：ЯK、編曲：澤近泰輔
  - 工藤静香への提供曲
3. Tomorrow ◎
  - 作詞・作曲：ЯK、編曲：土方隆行
  - メモリーキャッツへの提供曲
4. forget about you
  - 作詞・作曲：ЯK、編曲：宮田繁男
5. 君の前でピアノを弾こう ○
  - 作詞：ЯK・吉田美智子、作曲：ЯK、編曲：[K]assyi・ЯK
6. 夢で逢える
  - 作詞：ЯK、作曲：山本富士夫、編曲：山口一久
7. my first love ◎
  - 作詞・作曲：ЯK、編曲：土方隆行
  - 上原多香子への提供曲
8. confession
  - 作詞：ЯK、作曲：吉田美智子、編曲：土方隆行
9. きらら(ac live version) ◎
  - 作詞・作曲：ЯK、編曲：澤近泰輔・ЯK
  - 工藤静香への提供曲
10. 静かな夜は二人でいよう ○
  - 作詞・作曲：ЯK、編曲：大島ミチル・[K]assyi・ЯK
11. 恋をしようよ ○
  - 作詞・作曲：ЯK、編曲：土方隆行
12. きよしこの夜◎
  - 作詞・作曲：ЯK、編曲：宮田繁男
  - KIYOSHIへの提供曲。
13. Merry X'mas and Happy new year （通常盤には「憂鬱 (inst)」が収録されている）
  - 作詞・作曲・編曲：ЯK、コーラスアレンジ：河合夕子
14. ジュリア ○
  - 作詞・作曲：ЯK、編曲：土方隆行・[K]assyi
15. 深愛〜only one〜 ◎
  - 作詞・作曲：ЯK、編曲：土方隆行
  - Say a Little Prayerへの提供曲（タイトルは「深愛」）

## 演奏
- 河村隆一
  - Vocal
  - Chorus (#3.5.11.14)
  - Piano (#13)
- 嘉多山信
  - Guitars (#1.2.5.9.10.12)
  - Mandolin (#2)
- 美久月千晴：Bass (#1.3.6.7.8.10.11.14.15)
- 青山純：Drums (#1)
- Shiyomi Funakoshi：Piano (#1.5.9)
- 柏原利勝：Keyboards & Synthesizer Programming (#1.5.10.14)
- 阿部美緒：Violin (#1.3.5.7.13)
- 橋本歩：Cello (#1.3.5.7)
- 河合夕子：Chorus (#1.2.3.7.12.13.14.15)
- 永村かおる：Chorus (#1.3.5.7.12.14.15)
- 鈴川真樹：Guitars (#2)
- 惠美直也：Bass (#2)
- 湊雅史：Drums (#2.10)
- 澤近泰輔：Piano, Keyboards & Chorus (#2)
- 土方隆行
  - Guitars (#3.7.11.14.15)
  - Mandolin (#7.11)
- 渡嘉敷祐一：Drums (#3.7.8.11.14.15)
- 小野澤篤
  - Piano (#3.7.11.14.15)
  - Keyboards (#3.7.8.11.15)
- 鈴木“太郎”直樹：Synthesizer Programming (#3.8.11.15)
- 岡村美央：Violin (#3.5.7)
- 萩原薫：Viola (#3.5.7)
- Asako：Chorus (#3)
- 小倉博和：Guitars (#4)
- 渡辺等：Bass (#4)
- 宮田繁男：Drums (#4.5.12)
- 中西康晴
  - Piano (#4.8.10.12)
  - Keyboards (#4.12)
- 宮本賢二：Synthesizer Programming (#4.12)
- 下神竜哉：Flugelhorn (#4)
- 真城めぐみ：Chorus (#4)
- 五島圭介：Bass (#5)
- 杉並児童合唱団：Chorus (#5.13)
- 山口一久：Guitars (#6)
- 向山テツ：Drums (#6)
- 岡部啓一：Keyboards & Synthesizer Programming (#6)
- 神前暁：Trumpet (#6)
- 広谷順子：Chorus (#6.8.11)
- Shinobu： Chorus (#6)
- 森安信夫：Synthesizer Programming (#7)
- ボブ・ザング：Sax (#10)
- 篠崎正嗣ストリングス：Strings (#10.15)
- 小松秀行：Bass (#12)
- 山本拓夫：Sax (#14)